# Monte Dama Ali
Il Dama Ali è un vulcano a scudo che si erge a nod-ovest del lago Abbe nella regione dell'Afar in Etiopia.
Il vulcano ha una circonferenza di 25 km e tocca i 1068 metri. Alla sommità si aprono vari crateri circolari, lo scudo di basalto è in parte il risultato di un'antica caldera. Una catena di duomi di lava riolitici occupa i versanti nor ovest e sud, con varie colate di basalto recente. L'ultima eruzione risale al 1631, quando fece anche delle vittime. L'attuale attività vulcanica e rappresentata da fumarole e sorgenti calde.